# 福永安祥
福永 安祥（ふくなが やすよし、1922年2月2日 - 2014年9月28日）は、日本を代表する教育社会学、東南アジアの地域研究者。
明治から昭和期の詩人・小説家・翻訳家の福永挽歌は伯父。長男は南アジア研究者の福永正明。

## 人物
学校法人明星学苑明星大学、いわき明星大学において研究指導を続け、日本社会学会、日本教育社会学会など学会活動でも役職を歴任した。
教育社会学の分野において、「都市化の進展する社会状況をふまえた新しい研究の地平を開く研究であると位置づけることができる」とされる
戦時下の早稲田大学の学生時代に東南アジア諸国からの留学生と親しく付き合い、また海軍従軍期にも東南アジア諸国を訪問した。1960年代以降、かつての留学生たち交流を続けた。その成果として、先駆的な東南アジア研究の研究著作がある。また、・台湾（中華民国）・中華人民共和国における社会、社会学についても研究がある。

## 経歴
- 岡山県倉敷市曽原の真言宗御室派一等寺において次男として生まれる。生誕名は、「梶川安祥」、後に母方の姓である「福永」となる。

- 1944年9月：早稲田大学政治経済学部経済学科（旧制） 卒業
- 1944年12月：軍令部大本営海軍通信所（海軍少尉）
- 1945年6月：支那方面艦隊司令部（海軍中尉）
- 1946年1月：復員
- 1946年4月：関東綜合高等学校 教諭
- 1951年3月：早稲田大学文学部大学院（旧制） 修了
- 1952年4月：東京写真短期大学 講師
- 1957年4月：東京電機大学 専任講師
- 1966年4月：学校法人明星学苑明星大学人文学部社会学科 助教授
- 1969年4月：同 教授
- 1981年4月：同 学科主任
- 1987年4月：いわき明星大学 人文学部社会学科 教授 同学科主任、同人文学部長
- 1997年3月：退職
- 1997年11月：明星大学 名誉教授

## 主要著作年譜
- 1943年 「インドネシアの原始文化」、ストユテルハイム著（翻訳）、『新亜細亜』、第5巻第9号
- 1951年 『教育社会学』 前野書店
- 1953年 「学校の対社会関係」『講座教育社会学』 第5巻 「学校の社会学」 東洋館出版社
- 1956年 福永安祥「大学入試問題の考察:社会科入試問題を中心として」『教育社会学研究』第10巻、日本教育社会学会、1956年、37-46頁、doi:10.11151/eds1951.10.37、ISSN 0387-3145、NAID 130004088554。

- 1959年 『教育と社会』 A.K.C.オッタウエイ著（翻訳） 関書院
- 1962年 『社会調査』 前野書店
- 1964年 『社会学』 前野書店
- 1965年 『産業分析の基礎』 東京電機大学出版部
- 1966年 『概説教育社会学』A.K.C.オッタウエイ著（新訳） 関書院新社
- 1967年 福永安祥「社会事実の数量化的アプローチについて」『明星大学研究紀要 人文学部』第3号、明星大学、1967年3月、21-32頁、ISSN 03881318、NAID 40003639570。
- 1968年 「教育とマスコミュニケーション」 永杉喜輔編 『教育社会学』 協同出版
- 1969年 「都市研究の展望と基本的変数について」 『明星大学社会学科研究報告』 第一集
- 1969年 『現代社会学』 前野書店
- 1969年 「現代社会の特質」「産業化と学校」牧野巽他編『学校社会学』 協同出版
- 1970年 「インドネシアの社会と文化」『明星時報』 3月号
- 1971年 「東南アジア社会の基礎構造についての一考察」『明星大学社会学科研究報告』 第三集
- 1971年 福永安祥「東南アジア諸国の高等教育」『教育社会学研究』第26巻、日本教育社会学会、1971年、137-149,en234、doi:10.11151/eds1951.26.137、ISSN 0387-3145、NAID 130004250265。
- 1972年 「宗教混在地域における社会的緊張の生成と展開(1)」『明星大学研究紀要ー人文学部ー』 第8号
- 1974年 『創造文化的基本條件：中華民国社会的徹底研究』（趙訳） 中華民國國際関係研究所
- 1975年 「東京周辺都市の教育構造と教育意識」『明星大学研究紀要ー人文学部ー』 第11号
- 1975年 『東南アジアの展望』 （松本三郎共著） 勁草書房
- 1976年 福永安祥「教員集団の構造的特質--八王子市の事例について (川又昇教授古稀記念特集号)」『社会学年誌』第17号、早稲田大学社会学会、1976年5月、p17-30、ISSN 02887126、NAID 40001630135。
- 1976年 「東京周辺都市の教育構造と教育意識」（その2） 『明星大学研究紀要ー人文学部ー』 第12号
- 1977年 「東京周辺都市の教育構造と教育意識」（その3） 『明星大学研究紀要ー人文学部ー』 第13号
- 1977年 『教育調査』 めいせい出版（現：明星大学出版部）
- 1977年 『現代都市の教育』 早稲田大学出版部
- 1979年 『社会学における東南アジア研究』『社会学年誌』 早稲田社会学会 第20号
- 1980年 「東南アジアと日本」 明星大学通信教育部報 『めいせい』 2月号
- 1980年 「海島性社会における家族意識」『明星大学社会学科研究報告』 第12号
- 1980年 『東南アジアの展望：新版』 （松本三郎共著） 勁草書房
- 1981年 『現代アジア社会の研究』（編著） 明星大学出版部
- 1981年 「日本教育の社会学的考察」 明星大学通信教育部報 『めいせい』 5月号
- 1982年 「社会学における多元主義」『明星大学社会研究紀要』 第2号
- 1983年 「世紀央後の社会学についてークリフォード・ギアーツの事例」『明星大学社会研究紀要』 第3号
- 1983年 「浮田和民」 早稲田大学文学部社会学研究室 『早稲田百年と社会学』
- 1984年 「イギリス教育社会学の新展開」『明星大学研究紀要ー人文学部ー』 第20号
- 1985年 「カリキュラム研究への社会学接近」『明星大学研究紀要ー人文学部ー』 第21号
- 1985年 『社会学（改訂）』 私立大学通信教育協会
- 1986年 「中国社会学の軌跡ー受容と廃学、そして恢復」『明星大学社会研究紀要』 第6号
- 1986年 『東南アジアの展望（新版）』 （松本三郎共著） 勁草書房
- 1986年 「インドネシアの華僑」『問題と研究』
- 1986年 『社会学と教育』 早稲田大学出版部
- 1987年 『千葉市の中学校教育ー学校総覧の統計的分析』 明星大学教育社会学研究室
- 1989年 「中国の社会問題と社会学」 明星大学通信教育部報 『めいせい』 7・8月号
- 1990年 「現段階における中国社会学」『いわき明星大学人文学部研究紀要』 第3号[リンク切れ]
- 1990年 『現代社会教育論』明星大学出版部
- 1992年 「近代化と植民地」『いわき明星大学人文学部研究紀要』 第5号
- 1993年 『中国と東南アジアの社会学』 勁草書房
- 1994年 『「川前」ーいわき市の旧行政地域の総合研究』いわき明星大学社会学研究室
- 1996年 「現代社会学の一傾向 ー中国大陸の社会学と社会問題ー」『明星大学社会研究紀要』 第16号
- 1997年 「台湾の魯凱族ー屏東県霧台郷の小数族群」『日中社会学研究』 第5号